# Caudofoveata
Caudofoveata, podrazred mekušaca (mollusca) koji pripada rezredu (vjerojatno parafiletičkom taksonu) Aplacophora ili bezljušturaša koji je izvorno opisao Boettger C. R. (1956), ili čine zaseban razred sa samo jednim redom Chaetodermatida. Naziv Chaetodermomorpha je nepriznat.
Caudofoveata su mali (1–30 mm), uglavnom dubokomorski mekušci, crvolikog izgleda, nemaju školjke ni stopala za kretanje, nego ljuskice i vapnene bodlje zvane sklerit

## Porodice
1. Limifossoridae Salvini-Plawen, 1968,
2. Prochaetodermatidae Salvini-Plawen, 1968
3. Chaetodermatidae Ihering, 1876.